# 黄喉岩鹭

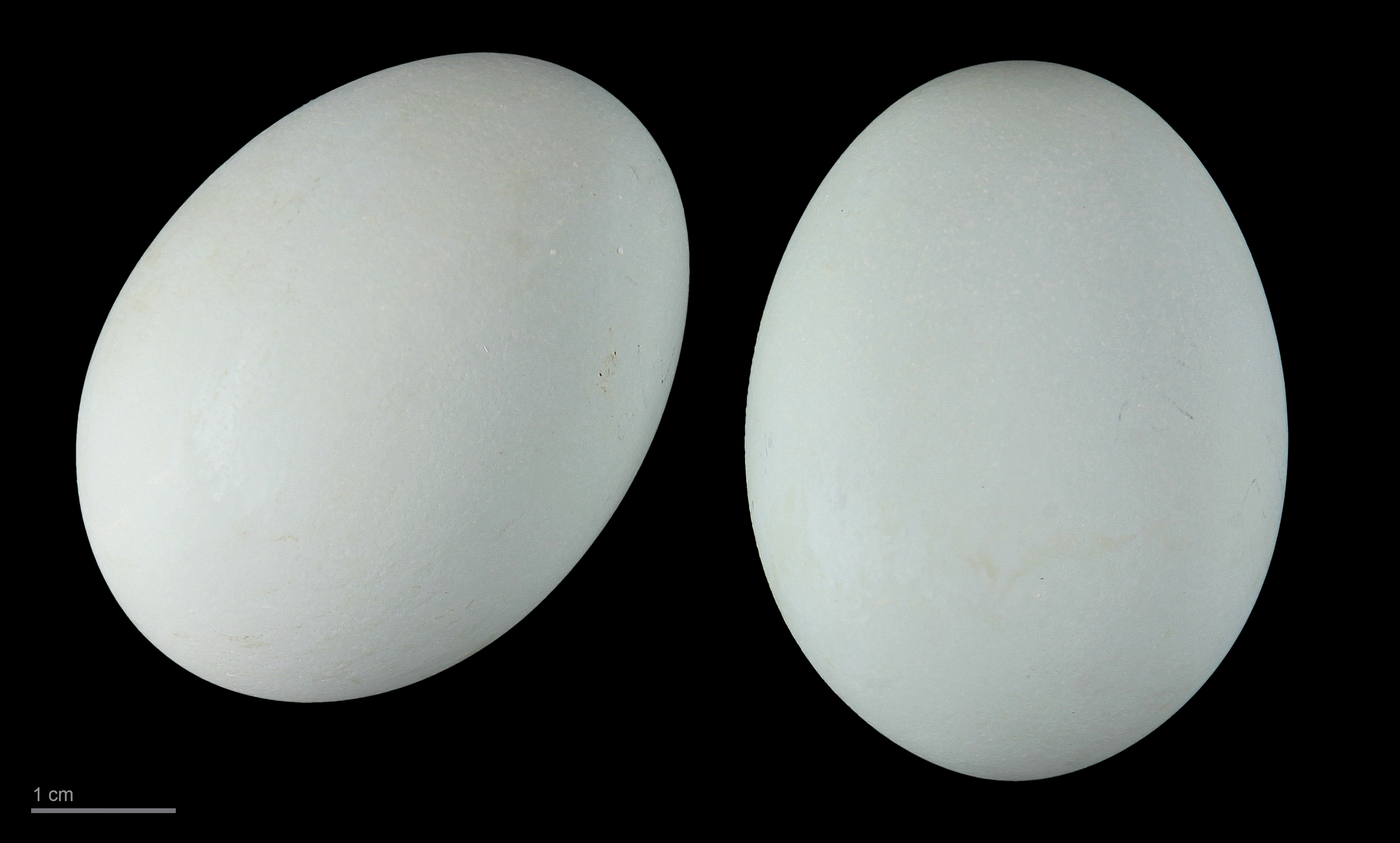
黃喉岩鷺的蛋

黄喉岩鷺（學名：Egretta gularis）是一种中型个頭的鷺，分布在歐洲南部，非洲和亞洲部分地區。它主要生活在沿海，有兩種形式的羽毛，一种是石板灰色，另一种是白色，和小白鷺很像，只是它的喙更黯淡和大一些。除了羽毛顏色外，其大小、结構和覓食行為均有差異。